# Armée du Sud (guerre franco-prussienne)
Pour les articles homonymes, voir Armée du Sud (homonymie).
L'armée du Sud est une grande unité de l'Empire allemand pendant la guerre franco-allemande de 1870. Elle regroupe des unités de l'armée prussienne et de celles des principautés associées à l'Empire qui fusionneront par la suite pour devenir l'armée impériale allemande. Elle combat dans le centre-est de la France. Elle est dissoute après la guerre.

## Historique

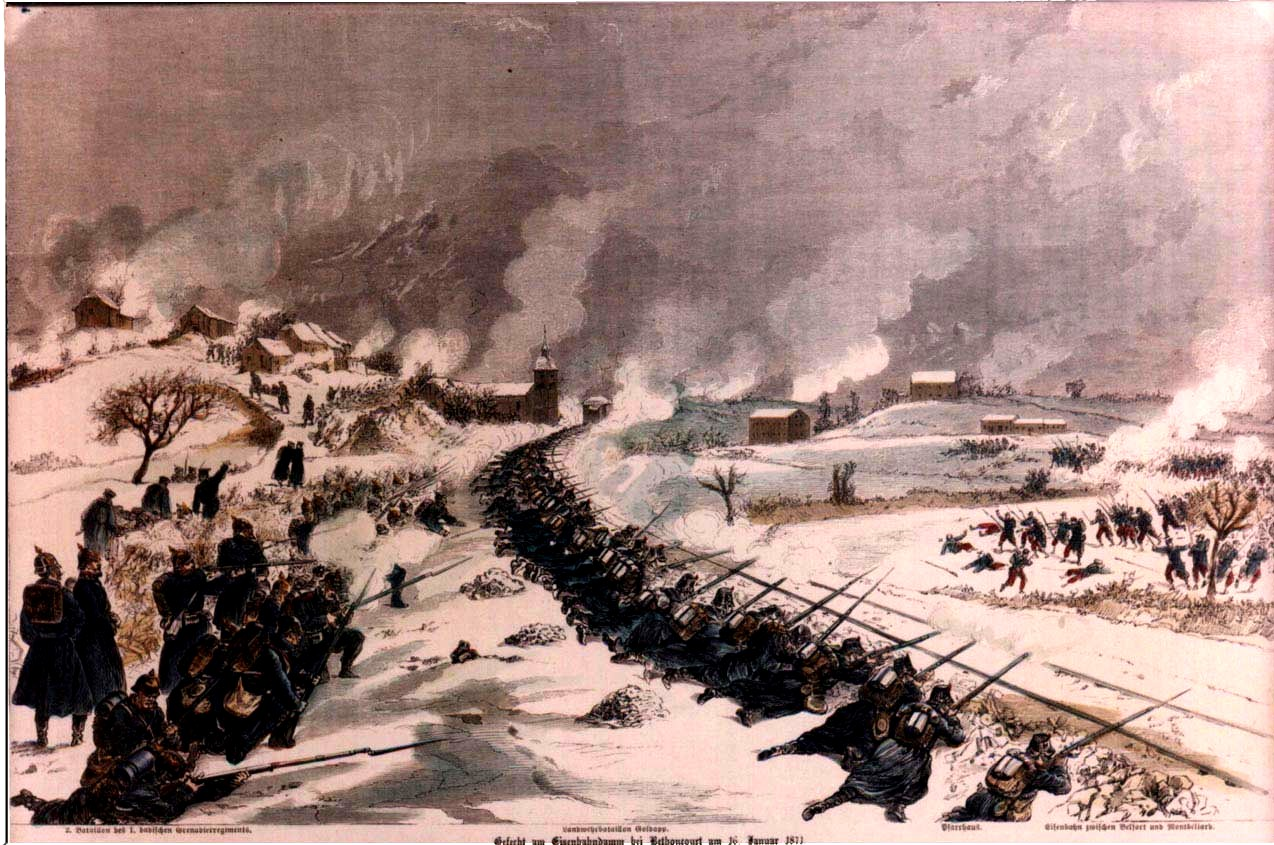
Lignes allemandes à la bataille d'Héricourt (1871)

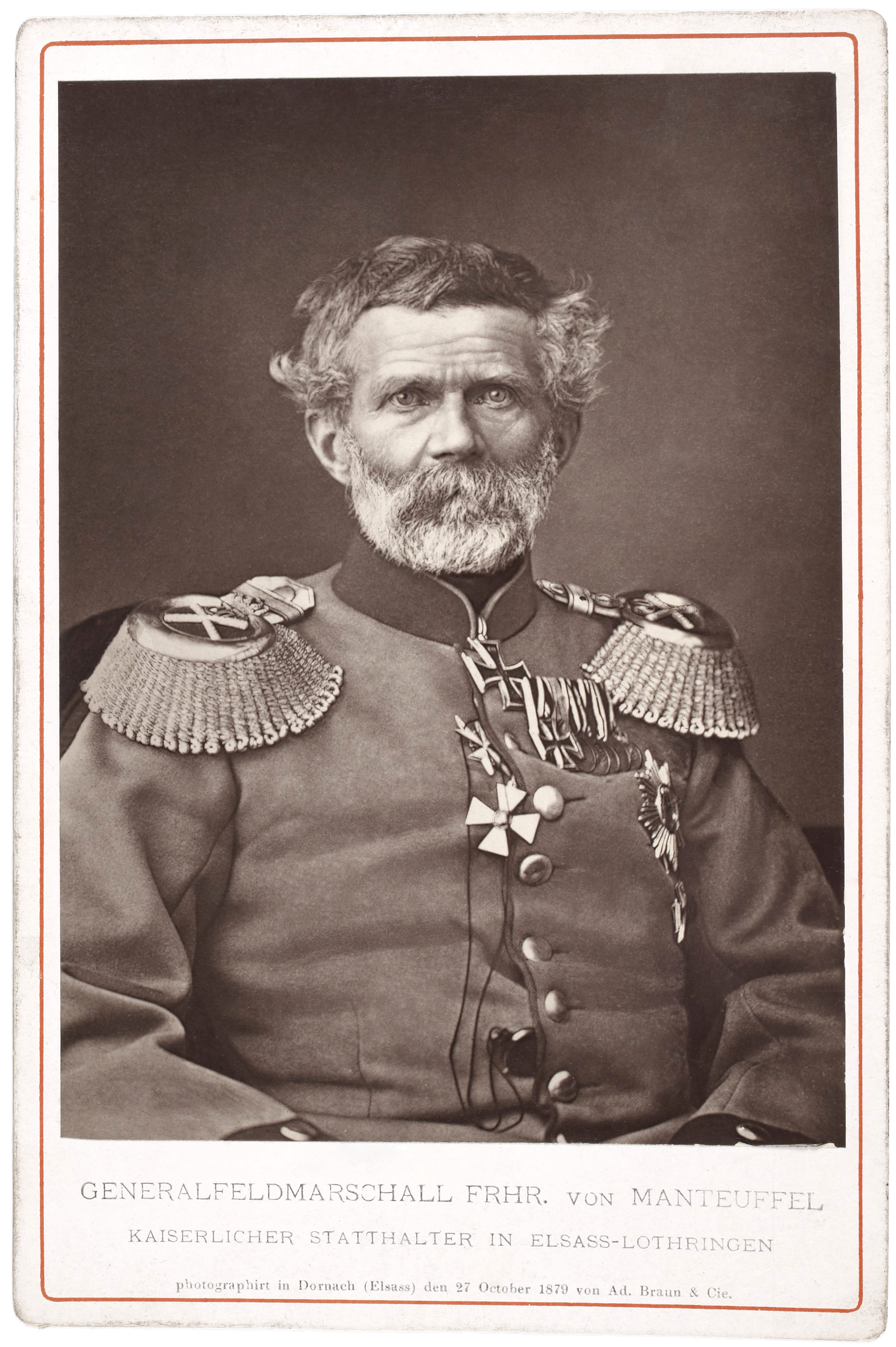
Général Edwin von Manteuffel, v. 1870

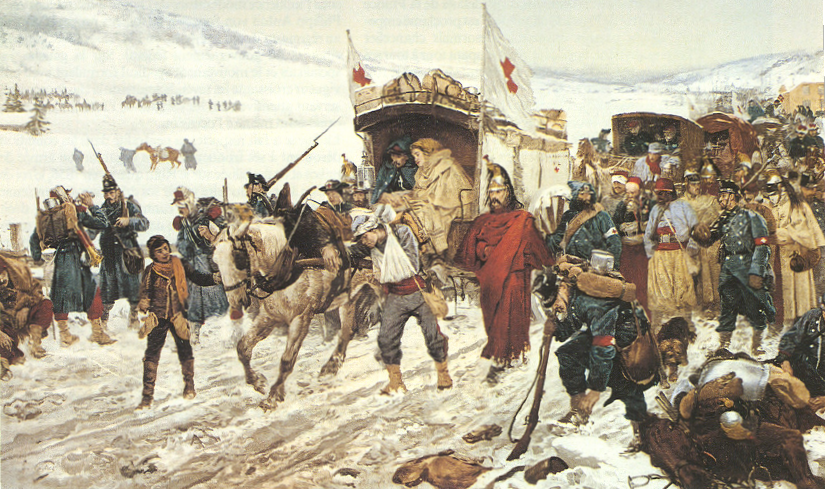
Retraite de l'armée française vers la Suisse, panorama de Bourbaki à Lausanne par Edouard Castres, 1881 (détail)

Au début de 1871, le XIVe corps d'armée (armée badoise) est menacé par l'offensive de l'armée de l'Est française. Le IIe corps allemand (général Eduard von Fransecky), prélevé sur le siège de Paris, est en route vers le front du Jura depuis le 2 janvier. Le 12 janvier 1871, une nouvelle grande unité, l'armée du Sud, est créée à partir d'éléments des 1re (de) et 2e armées allemandes. Le commandement est confié au général prussien Edwin von Manteuffel avec pour chef d'état-major Hermann Ludwig von Wartensleben.
Le 14 janvier, l'armée française de Giuseppe Garibaldi tente une attaque de diversion à la troisième bataille de Dijon pour soutenir l'offensive de l'armée de l'Est : des combats opposent Français et Allemands autour de Dijon jusqu'au 23 janvier sans résultat décisif.
Les 15-17 janvier, les troupes prussiennes et badoises commandées par August von Werder remportent la victoire d'Héricourt contre l'armée française de Bourbaki qui tentait de rompre l'encerclement de Belfort. Le 17 janvier, l'avant-garde du IIe corps est en position sur la côte d'Or, dans le département du même nom, et le 19, à Gray (Haute-Saône). Manteuffel apprend que l'armée de Bourbaki se replie et ordonne une offensive pour couper ses arrières, en direction de Besançon et Pontarlier. Les Allemands parviennent à couper la voie ferrée reliant Lyon à Besançon.
Le 28 janvier, un armistice de 21 jours est conclu entre les gouvernements français et allemand. Cependant, le département de la Côte-d'Or et la Franche-Comté sont exclus de cet armistice, les deux camps attendant le résultat des opérations en cours. Les IIe et VIIe corps
continuent leur avance. Le IIe corps remporte la bataille de Frasne et, le 31 janvier, le VIIe corps prend Chantrans et approche de Pontarlier. Le 1er février, l'encerclement se referme sur l'armée française dont les éléments refluent en désordre vers Pontarlier.
Le général français Clinchant, qui a succédé à Bourbaki le 26 janvier, négocie avec les autorités suisses pour que ses troupes puissent passer en Suisse : elles y sont désarmées et internées. Cette retraite met fin aux opérations militaires.
Le 6 mars, le VIIe corps reçoit l'ordre de se porter vers les départements de la Meuse, des Vosges, de la  Meurthe et la partie restée française de la Moselle pour s'y établir comme troupe d'occupation. La 1re armée finit d'évacuer la France à la fin de mai 1871.

## Ordre de bataille
L'armée du Sud comprend les unités suivantes :
- 2e corps d'armée (General der Infanterie Eduard von Fransecky)
  - 3e division d'infanterie: Generalmajor Ernst von Hartmann
  - 4e division d'infanterie: Generalleutnant Benno Hann von Weyhern (de)
- 7e corps d'armée (General der Infanterie Heinrich Adolf von Zastrow)
  - 13e division d'infanterie: Generalleutnant Ludwig von Bothmer (de)
  - 14e division d'infanterie: Generalleutnant Ernst Wilhelm Schuler von Senden
  - Brigade d'uhlans von Dannenberg
- 14e corps d'armée (General der Infanterie August von Werder)
  - Division badoise commandée par un général prussien, Adolf von Glümer
  - 1re division de réserve: General Udo von Tresckow
  - 4e division de réserve: General Wilhelm von Schmeling
  - Détachement  von der Goltz
  - Détachement  von Debschitz (de)

## Sources et bibliographie
- (de) Cet article est partiellement ou en totalité issu de l’article de Wikipédia en allemand intitulé « Südarmee (Deutsch-Französischer Krieg) » (voir la liste des auteurs) dans sa version du 29 janvier 2017.